# Young Hearts
Young Hearts è un film drammatico di formazione del 2024 scritto e diretto da Anthony Schatteman al suo debutto alla regia. La pellicola racconta la storia del quattordicenne Elias, che si innamora del nuovo vicino di casa Alexander, suo coetaneo.
La coproduzione belgo-olandese è stata selezionata nella categoria Generation Kplus al 74º Festival Internazionale del Cinema di Berlino, dove è stata proiettata la prima mondiale il 17 febbraio e ha gareggiato per l'Orso di Cristallo per il Miglior Film.

## Trama
Elias, un comune quattordicenne della campagna Belga, stringe amicizia col suo nuovo vicino di casa, Alexander, un ragazzo sicuro e ostinato di Bruxelles. Man mano che il loro rapporto si intensifica, Alexander rivela ad Elias di essersi innamorato di un ragazzo una volta, e chiede all'amico se abbia mai provato vero amore, una domanda che tormenta la sua mente.
Iniziando a innamorarsi di Alexander, Elias capisce per la prima volta la profondità dei suoi sentimenti. Tuttavia, sopraffatto dalla paura del giudizio e del rifiuto, Elias nega le sue emozioni, prendendo le distanze dagli amici, dalla famiglia e da Alexander per nascondere la verità. Consumato dalla solitudine e dal rimpianto, Elias lotta contro il peso delle sue decisioni.
Durante una conversazione con suo nonno, quest'ultimo gli racconta una storia sul duraturo amore per sua moglie. ispirando Elias a confrontare le sue paure. Rendendosi conto che l'amore è troppo prezioso per lasciarlo sfuggire, trova il coraggio di riconciliarsi con Alexander, compiendo un passo coraggioso verso l'accettazione dei suoi sentimenti e della possibilità dell'amore.

## Cast
- Lou Goossens nel ruolo di Elias

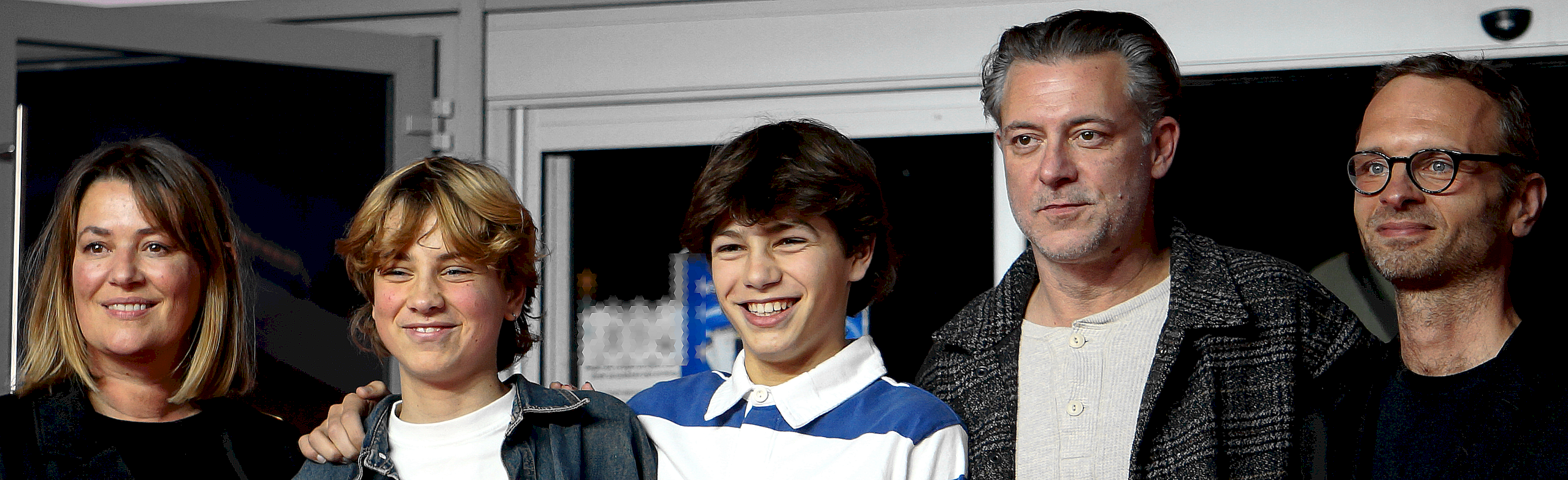

- Marius De Saeger nel ruolo di Alexander
- Geert Van Rampelberg nel ruolo di Luk (padre di Elias)
- Emilie De Roo nel ruolo di Nathalie (la madre di Elias)
- Dirk Van Dijck nel ruolo di Fred (nonno di Elias)
- Saar Rogiers nel ruolo di Valerie (amica di Alexander e fidanzata/amica di Elias)
- Jul Goossens nel ruolo di Maxime (fratello di Elias)
- Wim Opbrouck nel ruolo di Zio Tony (zio di Alexander)
- Florence Hebbelynck nel ruolo di zia Pia (zia di Alessandro)
- Olivier Englebert nel ruolo di Marc (padre di Alessandro)
- LaDiva Live come La Diva (cantante drag a Bruxelles)

## Produzione
Young Hearts rappresenta il debutto alla regia di Anthony Schatteman. Nel film sono presenti Lou Goossens e Marius De Saeger nei ruoli principali e Geert Van Rampelberg, Emilie De Roo, e Dirk Van Dyck in ruoli secondari. Il film è prodotto da Polar Bear, in coproduzione con la Belgian Kwassa Films e la Dutch Family Affair Films.
La produzione del film è iniziata nel 2019 ed è durata quattro anni. Il primo annuncio della realizzazione del film è avvenuto in un post di Schatteman su Facebook il 31 Maggio 2022. La produzione ha trascorso sei mesi valutando le possibili location per il film. I casting iniziarono il 20 settembre 2022, concentrandosi sull'assegnare i ruoli principali a ragazzi fra gli 11 e i 18 anni. Il regista Anthony Schatteman, insieme al suo amico e coach per i bambini del cast Oliver Roels, ha revisionato più di 1500 audizioni. Marius De Saeger è stato il primo attore selezionato, in quanto la sua personalità e la sua esperienza di vita erano simili a quelle del personaggio di Alexander. Lou Goossens fu selezionato successivamente per il ruolo di Elias, scelto per la sua naturale affinità con De Saeger e i parallelismi fra la sua vita privata e quella del personaggio. Le registrazioni sono cominciate nell'Agosto del 2023 e sono durate 28 giorni.
La storia prende in gran parte spunto dall'esperienze personali e dall'adolescenza di Schatteman. In un'intervista rilasciata al Teddy Award, lo ha descritto come il film di cui avrebbe avuto bisogno durante la sua adolescenza. Schatteman voleva creare una storia di formazione che fosse universale, e potesse piacere a spettatori di tutte le età. Ha enfatizzato il focus del film sul romanticismo, prendendo ispirazione dalla sua vita personale, e l'intento di suscitare forti emozioni. La storia ruota intorno ai temi dell'identità, della conoscenza di sé e della difficoltà nel crescere.

## Luoghi delle riprese
La maggior parte delle location utilizzate per il film si trovavano nei dintorni di Wetteren, una cittadina tra Gand e Bruxelles. Le case dei due protagonisti sono a Cederdreef 5, Wetteren, Belgio.

## Pubblicazione
L'anteprima di Young Hearts è stat trasmessa il 17 Febbraio 2024 durante il 74º Festival Internazionale del Cinema di Berlino, in Generation Kplus. È stato inoltre proiettato al 50° Seattle International Film Festival nel maggio 2024 e al 77º Festival di Cannes nella sezione Cannes Écrans Juniors il 22 maggio 2024. La premier canadese del film si è tenuta all'Inside Out Film and Video Festival il 28 maggio 2024 al Centrepiece Gala.
Ha anche partecipato Concorso Internazionale di Lungometraggi nella categoria Junior il 2 giugno 2024, nell'ambito della 64ª edizione del Festival cinematografico di Zlín, noto anche come Festival cinematografico internazionale per bambini e ragazzi, tenutosi nella Repubblica Ceca. Il film ha gareggiato per il premio Iris Prize Best Feature Award ed è stato proiettato il 10 ottobre 2024.
Il film è uscito nelle sale cinematografiche belghe il 18 dicembre 2024 distribuito da Kinepolis Film Distribution. Il film è uscito nei cinema olandesi il 19 dicembre 2024. Si prevede che il film avrà la sua premier mondiale agli inizi del 2025. Per ora lo sceneggiatore e regista Anthony Schatteman ha rivelato in un'intervista che il 14 Febbraio 2025 il film verrà rilasciato negli Stati Uniti.

## Accoglienza
Aurore Engelen, recensendo il film alla Berlinale per Cineuropa, ha scritto: " Young Hearts è un autentico racconto di formazione che arricchisce l'attuale corpus di film per famiglie con una meravigliosa storia d'amore queer".
Catherine Bray, scrivendo su Variety, ha elogiato Lou Goossens, per essere "naturalista e capace di trasmettere sottili sfumature di tumulto interiore, nonostante la sua giovane età". Elogiando il regista Anthony Schatteman per la sua regia, ha scritto, "la sua regia sembra calma e silenziosamente sicura in modi che non sono sempre presenti in un debutto". Concludendo la sua recensione ha affermato, " Young Hearts, sebbene più gentile e meno ovviamente strappalacrime, trae vantaggio da un'onestà emotiva sincera e vissuta che serve bene i suoi scopi".
Hayley Croke, recensendo alla Berlinale in Loud And Clear Reviews, ha assegnato 3,5 stelle e ha scritto: " Young Hearts, racchiude magnificamente i sentimenti del primo amore nella sua interezza". Croke ha concluso: "Sebbene sia una storia d'amore, Young Hearts è in realtà una storia sull'entrare in se stessi da giovani e sulle decisioni che si devono prendere nella ricerca di chi si è".
Amber Wilkinson, recensendo alla Berlinale su Eye For Film, ha assegnato 3,5 stelle e ha scritto: "Questo dramma di formazione esplora delicatamente le insicurezze vissute da un adolescente mentre esplora la sua sessualità". Wilkinson ha affermato: "Potrebbe essere un po' sentimentale ai bordi, ma il cuore del film di Anthony Schatteman è nel posto giusto".
Laslo Rojas Contreras, recensendo il film alla Berlinale nel Cinencuentro, ha scritto: " Young Hearts è un film che offre una prospettiva positiva sulle relazioni gay e cerca di sfidare gli stereotipi e i pregiudizi che ancora esistono nella società, ma forse in un modo troppo leggero per i tempi attuali".
Alexa Dalby, recensendo il film alla Berlinale su Dog and Wolf, ha assegnato al film tre stelle e ha scritto: "Le performance dei ragazzi sono eccezionali". In conclusione Dalby si chiede: "quanto il film è influenzato dalla canzone disco del 1976 "Young Hearts Run Free" di Candi Staton?"